# Hlasívko
Hlasívko (německy Klein Hlasiwo) je osada, část obce Hlasivo v okrese Tábor v Jihočeském kraji. Nachází se asi dva kilometry jižně od Hlasiva. Je zde evidováno 5 adres. V roce 2011 zde trvale žilo osm obyvatel.
Hlasívko leží v katastrálním území Hlasivo o výměře 9,97 km².

## Historie
První písemná zmínka o vesnici pochází z roku 1790.

## Obyvatelstvo
| Rok            | 1869 | 1880 | 1890 | 1900 | 1910 | 1921 | 1930 | 1950 | 1961 | 1970 | 1980 | 1991 | 2001 | 2011 | 2021 |
| -------------- | ---- | ---- | ---- | ---- | ---- | ---- | ---- | ---- | ---- | ---- | ---- | ---- | ---- | ---- | ---- |
| Počet obyvatel | 33   | 36   | 37   | 28   | 24   | 31   | 25   | 19   | 23   | 23   | 21   | 6    | 4    | 8    | 9    |
| Počet domů     | 6    | 6    | 6    | 6    | 6    | 5    | 5    | 5    | 5    | 5    | 5    | 5    | 5    | 5    | 5    |

## Obecní správa
Při sčítání lidu v letech 1850–1980 Hlasívko bylo osadou obce Hlasivo v okrese Tábor. Od 1. července 1980 do 31. prosince 1991 bylo částí města Mladá Vožice v okrese Tábor. Od 1. ledna 1992 je opět částí obce Hlasivo v okrese Tábor.

## Galerie

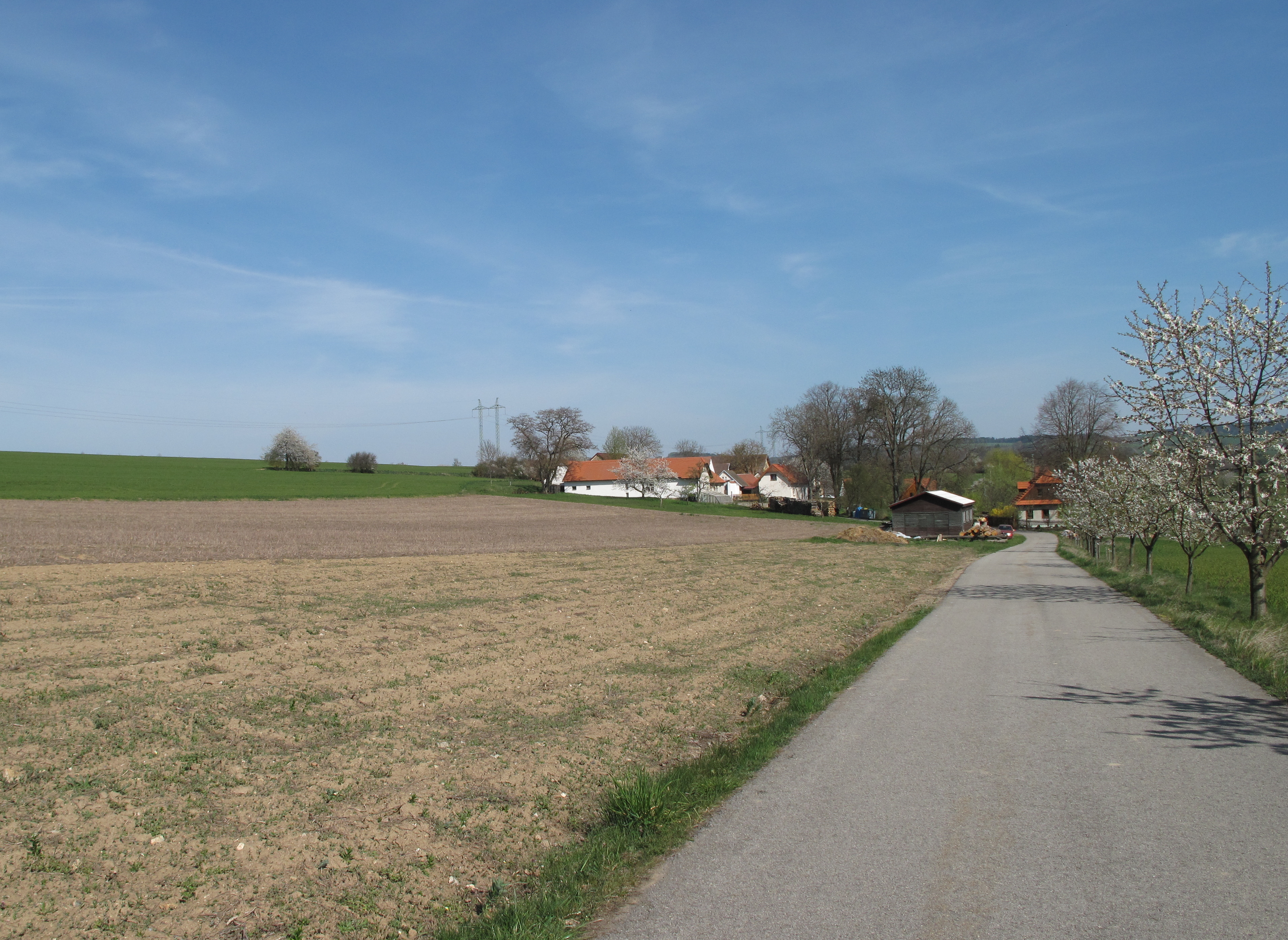
Pohled zdáli
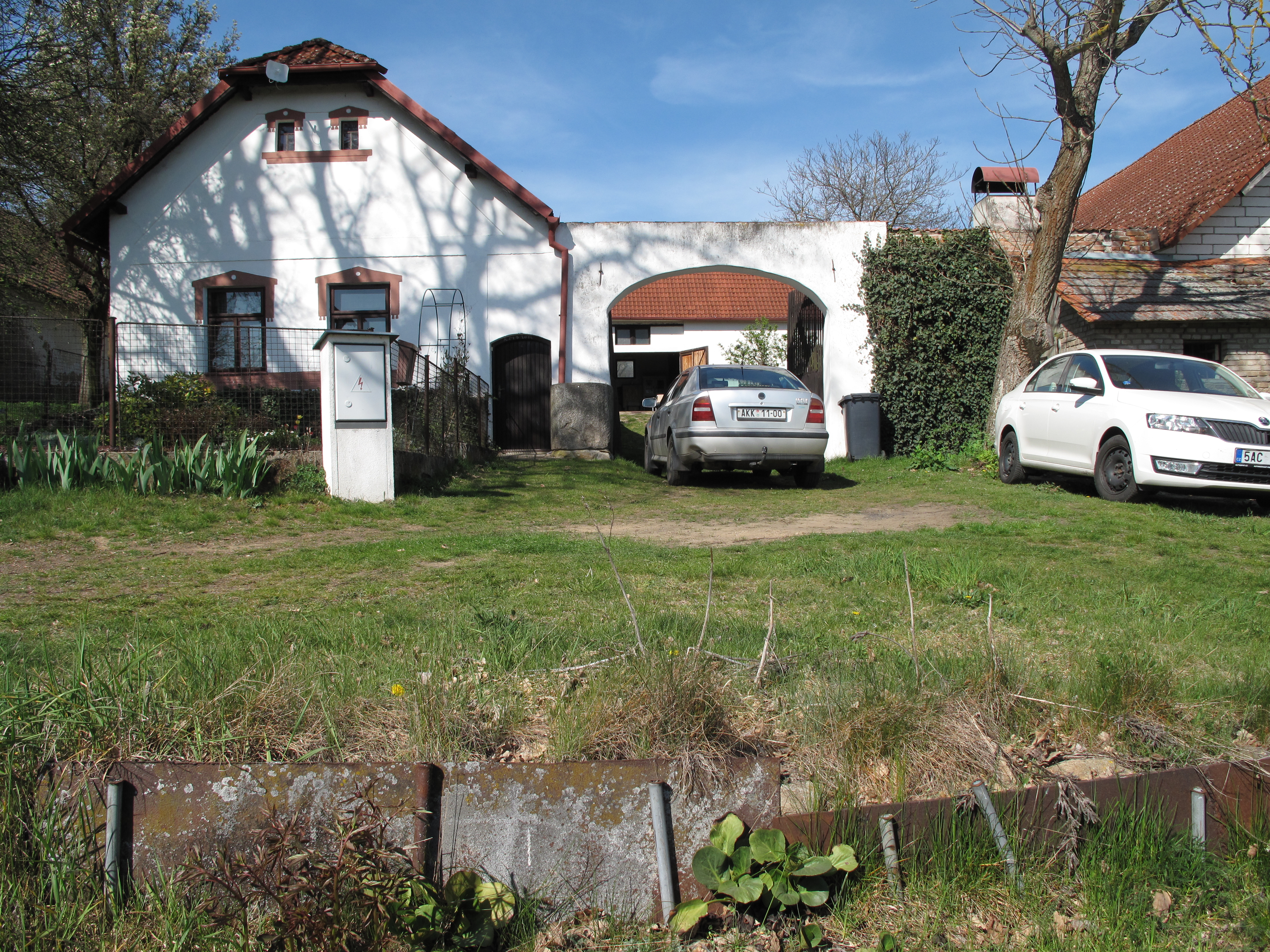
Dům
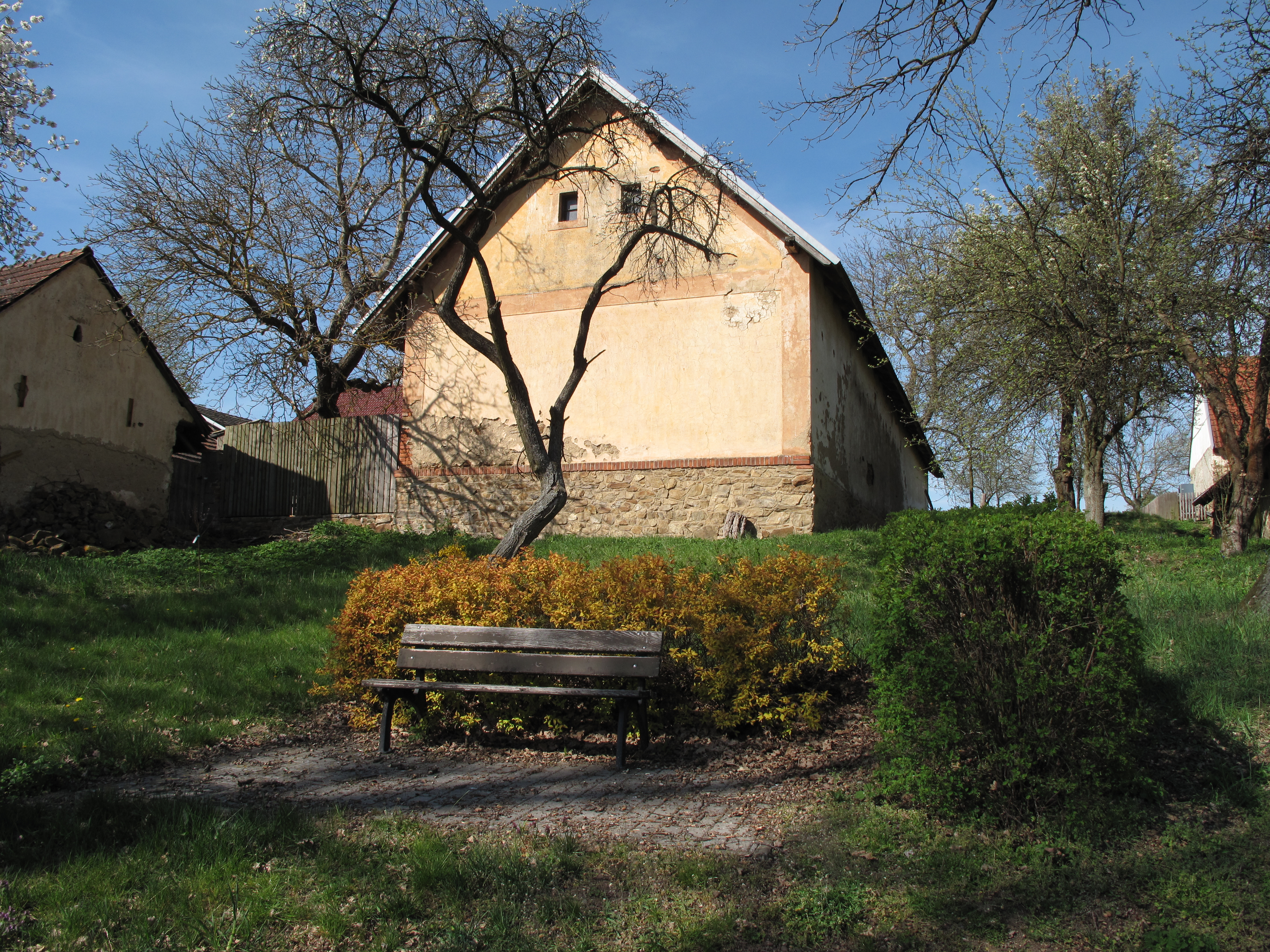
Objekt